# 張應均
張應均（1737年—1798年），字心傳。又字星巖，號東畬，江蘇省元和縣人，監生，乾隆二十五年（1760年）順天副榜，乾隆二十七年（1762年），中副貢生。初在京任四庫館謄錄。歷任酉陽州州判、西昌縣知縣。
乾隆四十三年（1778年）任四川綿州州判。乾隆四十四年（1779年）任四川鄰水縣知縣。

## 詩作[13]
- 《馬邊草樓夜話》：天涯萍梗總浮生，萬里蒼茫愴客情，夢斷江雲迷故國，人隨山雨入邊城，壯懷每向登臨闊，旅感從教閱歴平，珍重交遊今聚首，草樓蕭瑟賦秋聲。
- 《皂角鋪》：水郭山村隱翠微，人家竹裏對晴暉，紅葩的的秋塘淨，白石粼粼晚渡稀，林際炊烟新稻飯，門前洄嶼舊漁磯，江南風景依然在，客路休嗟未是歸。
- 《山水題賦顧晉莊明府》：蜀川歸去漫勾留，自笑身如不繫舟，他日江南山色裏，爲君艤棹荻花洲。
- 《題畫》：巒容深淺水雲寒，一片空濛著筆難，郤憶吳山亭子上，翠鬟每向鏡中看。